# Yakov Sannikov
Yakov Sannikov (em russo:  Яков Санников) (Ust-Yansk, 1780 - não mais cedo que 1812) foi um mercador e explorador russo das Ilhas da Nova Sibéria.
Em 1800, Sannikov descobriu e delineou a Ilha Stolbovoy, e em 1805 a Ilha Faddeyevsky. Em 1809-1810, tomou parte na expedição conduzida por Matvei Gedenschtrom. Em 1810, Sannikov cruzou a ilha de Nova Sibéria e um ano mais tarde explorou a Ilha Faddeyevsky. Também descobriu a Terra de Bunge.
Sugeriu que havia uma terra vasta ao norte da Ilha Kotelny. Esta ilha hipotética se tornou conhecida como Terra de Sannikov.
Um estreito entre Maly Lyakhovsky e a ilha Kotelny levam o nome de Sannikov.